# Born to Love (singolo)
Born to Love è un singolo del gruppo musicale italiano Meduza, pubblicato il 14 febbraio 2020 come terzo estratto dal primo EP Introducing Meduza.
Il brano vede la partecipazione della cantante britannica SHELLS.

## Tracce
1. Born to Love (feat. SHELLS) – 2:42

## Formazione
- Meduza – produzione
- SHELLS – voce
- Luca De Gregorio – batteria
- Mattia Vitale – batteria
- Simone Giani – batteria

## Classifiche
| Classifica (2020) | Posizione massima |
| ----------------- | ----------------- |
| Croazia           | 44                |
| Irlanda           | 96                |